# HGTV
HGTV (Home & Garden Television) est une chaîne de télévision américaine spécialisée dans la décoration, l'agencement et la rénovation de la maison et du jardin. Elle a été lancée le 1er décembre 1994 et appartient à Warner Bros. Discovery.
Elle possède une déclinaison au Canada et prévoyait une déclinaison en France à partir de novembre 2020, mais annulé.

## Histoire
Au début des années 1990, les premières émissions de télévision liées à la décoration apparaissaient, mais le créneau était encore peu développé. Ken Lowe, un jeune directeur de chaîne, passionné de décoration et de bricolage se lança dans l'aventure.
En 1992, pendant qu'il travaillait à Cincinnati pour E.W. Scripps, Lowe réussit à convaincre avec son idée de chaîne. La E. W. Scripps Company investit alors 75 millions de dollars dans le projet.
Avec l'aide financière du conseil d'E.W. Scripps, ils achetèrent Cinetel, une petite compagnie visuelle de production située à Knoxville, dans le Tennessee, dans le but d'en faire le lieu principal de production de la nouvelle chaîne.
Cinetel devint donc Scripps Productions, mais la production simultanée de plus de 30 programmes était difficilement gérable. La plupart des programmes furent donc créés par des maisons de production indépendantes américaines, tout en passant sous l'œil de Burton Jablin, responsable de la programmation, chargé de respecter l'identité de la chaîne à travers les différents programmes.
En 1994, la chaîne est enfin diffusée.
Créé à l'origine sous le nom Home, Lawn, and Garden Channel (Chaîne de la maison, de la pelouse et du jardin) le nom fut raccourci, le logo fut développé et la chaîne gagna en maturité.

## Identité visuelle

Logo d'HGTV du 1er décembre 1994 à mars 2010
Logo d'HGTV depuis 2010

## Canada
HGTV Canada a été lancé au Canada en langue anglaise le 17 octobre 1997 sous une licence de canal spécialisé par Alliance Atlantis qui est propriétaire à 80.24 % (Scripps Networks détenant la partie restante). Elle diffuse indépendamment de sa version américaine, et produit des émissions afin de remplir ses conditions de licence de contenu canadien. Après avoir été acheté par Canwest en janvier 2008, elle appartient à la compagnie Shaw Media depuis octobre 2010, puis à Corus Entertainment depuis 2016.

## HGTV HD
HGTV HD est la version haute définition de la chaîne. Elle est diffusée aux États-Unis depuis le 31 mars 2008.